# Kanton Le Château-d’Oléron
Der Kanton Le Château-d’Oléron war bis 2015 ein französischer Wahlkreis im Arrondissement Rochefort im Département Charente-Maritime, Region Poitou-Charentes. Er umfasste die vier südlichen Gemeinden der Île d’Oléron; sein Hauptort (frz.: chef-lieu) war Le Château-d’Oléron. Die landesweiten Änderungen in der Zusammensetzung der Kantone brachten im März 2015 seine Auflösung im Zuge der Zusammenlegung mit dem nördlich angrenzenden Kanton Saint-Pierre-d’Oléron. Vertreter im conseil général des Départements war zuletzt für die Jahre 1994–2015 Michel Parent (DVD).

## Gemeinden
| Gemeinde               | Einwohner Jahr | Fläche km² | Bevölkerungsdichte | Postleitzahl | Code INSEE |
| ---------------------- | -------------- | ---------- | ------------------ | ------------ | ---------- |
| Dolus-d’Oléron         | 3230 (2013)    | –          | – Einw./km²        | 17550        | 17140      |
| Le Château-d’Oléron    | 4005 (2013)    | –          | – Einw./km²        | 17480        | 17093      |
| Le Grand-Village-Plage | 1044 (2013)    | –          | – Einw./km²        | 17370        | 17485      |
| Saint-Trojan-les-Bains | 1382 (2013)    | –          | – Einw./km²        | 17370        | 17411      |